# Mimoň
Mimoň är en stad i Tjeckien. Den ligger i den norra delen av landet, 70 km norr om huvudstaden Prag. Mimoň ligger 281 meter över havet och antalet invånare är 6 692.
Terrängen runt Mimoň är platt.Runt Mimoň är det ganska tätbefolkat, med 104 invånare per kvadratkilometer. Närmaste större samhälle är Česká Lípa, 13,5 km väster om Mimoň. Omgivningarna runt Mimoň är en mosaik av jordbruksmark och naturlig växtlighet.